# Porta dos Fundos
Porta dos Fundos (буквально «задняя дверь») — комик-труппа, производитель комедийных видео, транслируемых в Интернете. В настоящее время их канал является шестым по посещаемости бразильским каналом на YouTube. Первоначальный состав труппы: Антонио Табет, Кларис Фалькон, Фабио Поршат, Грегориу Дювивье, Габриэль Тоторо, Жоан Висенте де Кастро, Джулия Рабеллу, Летиция Лима, Луис Лобианко, Маркос Верас, Маркус Мажелла и Рафаэль Инфанте .

## История
В конце 2011 года Фабио Поршат и Ян СБФ (pt:Ian SBF), основатели канала YouTube Anões em Chamas, и Антониу Табет, создатель юмористического веб-сайта Kibe Loco, решили создать партнерство, чтобы запустить канал с юмористическими сценками на темы, недопустимые на консервативном бразильском телевидении. Они пригласили присоединиться к проекту Грегорио Дювивье, который также был сценаристом и был недоволен телевизионными ограничениями, и Жоана Висенте де Кастро, публициста, который сформировал коммерческую концепцию проекта. В марте 2012 года пять друзей официально зарегистрировались под названием Porta dos Fundos, а первая работа была выпущена 6 августа 2012 года. За 6 месяцев был достигнут рубеж в 30 миллионов просмотров на видеосайте YouTube. Большая часть аудитории канала имеет возраст от 20 до 45 лет.
Porta dos Fundos стал крупнейшим бразильским каналом на YouTube в апреле 2013 года, и лишь в октябре 2016 г. его обогнал канал Whindersson Nunes. В ноябре 2015 года команда Porta dos Fundos получила Бриллиантовую кнопку, престижную награду, которую YouTube присуждает создателям контента, достигшим отметки в 10 миллионов подписчиков. Награда была вручена команде во время мероприятия под названием Youtube FanFest, впервые проведенного в том году в Бразилии. В мировом масштабе, данный канал по состоянию на октябрь 2016 г. был 6-м среди комедийных каналов по числу подписчиков и 35-м по числу подписчиков в целом. 8 ноября 2015 года команда Porta dos Fundos отметили рекорд в 2 миллиарда просмотров всех видео, опубликованных на Youtube, причем видео под названием Na Lata собрало 20 миллионов просмотров.
Несмотря на успех, участники заявили в 2012 году, что не думают о переходе на телевидение. В 2014 году группа подписала контракт с кабельной телевизионной станцией FOX Brasil на создание ряда сериалов. В 2015 году Ancine (Национальное государственное агентство по кинематографии) выделило 7,3 млн бразильских реалов на первый фильм Porta dos Fundos, выпущенный в кинотеатрах в 2016 году. В апреле 2017 года медиаконгломерат Viacom объявил о покупке контрольного пакета акций компании Porta dos Fundos. Детали переговоров, включая значения и процент контроля, не были официально раскрыты, но согласно некоторым раскрытиям Viacom приобрела бы 51 % контроля производителя при стоимости около 60 миллионов реалов. На следующий день после заявления производитель выпустил видео, высмеивающее продажу Viacom.

## Критика и скандалы
В роликах часто используются шутки на политические и религиозные темы, недопустимые на бразильском телевидении даже до прихода к власти консервативного президента Болсонару.
Известность приобрёл эпизод Fast Food, который высмеивал обслуживание в сети ресторанов Сполето. Удивительно, но сеть быстрого питания начала использовать вирусный эпизод в качестве собственной рекламы: видео было переименовано в Spoleto и была нанята команда для производства ещё 2 рекламных роликов для ресторана.
22 июня 2014 года доступ к аккаунту YouTube достиг 1 миллиарда просмотров. Программа также получила признание критиков, став первым онлайн-каналом, получившим награду APCA (Ассоциация искусствоведов Сан-Паулу) в категории комедийной программы.
В конце 2013 года канал выпустил видео под названием «Christmas Special», вызвавшего серьёзную критику со стороны христианских и исламских групп, утверждавщих, что содержание ролика оскорбляет религиозные ценности и продвигает религиозную нетерпимость. Видео показывает, что между Девой Марией и Богом были сексуальные отношения (что привело к её беременности и рождению Иисуса), показывает попытки Иисуса «договориться» с солдатами, которые пригвоздили его к кресту, и т. д.
Имея более чем 10 миллионов просмотров и 208 000 отметок «понравилось», видео в то же время имеет почти 100 000 отметок «не понравилось» на YouTube, что делает его одним из наиболее противоречивых материалов на сайте Youtube. Спорный эпизод вызвал сильную критику со стороны религиозных групп, которые проводят постоянные кампании против Porta dos Fundos. Директор Porta dos Fundos Ян СБФ заявил, что не имел намерения нападать на христиан, а видео преследовало чисто развлекательные цели.
Февральское видео 2014 года «Dura» подверглось критике за явное сходство с иным юмористическим фильмом, опубликованным на YouTube в 2006 году . В то время Фабио Поршат утверждал, что, несмотря на сходство, речь шла о простом совпадении.
Также в июле 2014 года пользователи Интернета обвинили группу в плагиате сюжета мультфильма в их последнем выпуске «Suspeito». Изображенный диалог очень похож на эпизод из мультфильма «Удивительный мир Гамбола». До настоящего времени вопрос о плагиате является предметом споров.
В феврале 2016 года канал изобразил Иисуса Христа как человека, избирательного в своей любви, человека, который находит большинство людей скучными и лживыми, и при этом не любит сторонников кандидата в президенты Болсонару. Критики оставили много негативных отметок на видео — их число достигло 92 000
В марте 2017 года в видео, озаглавленном «Левая туника» , Иисус изображается как сторонник политических левых. Критики упрекали авторов за цитату из Евангелия от Матфея 19:24, где говорится о том, что проще верблюду пройти через игольное ушко, чем богачу попасть в рай; некоторые критики называли авторов «коммунистами» и предлагали убраться на Кубу .
В июне 2017 года Porta dos Fundos выпустили видео под названием «Католические небеса», где они утверждали, в частности, что Гитлер за свою католическую веру заслужил место на небесах . Количество отметок «Мне не понравилось» на YouTube превышает 97 000. Кроме того, против видео был подан иск от католической ассоциации.

### Нападение на студию
Рано утром 24 декабря 2019 года в штаб-квартиру продюсера юмористической программы Porta dos Fundo бросили два «коктейля Молотова». Инцидент был связан с фильмом «Первое искушение Христа», опубликованном на платформе Netflix, где Грегорио Дювивье изобразил Иисуса Христа с намёками на его гомо-эмоциональные отношения с Орландо-Люцифером (Фабио Поршат). Вымышленная группа Commando de Insurgência Popular Nacionalista da Família Integralista Brasileira взяла на себя ответственность за нападение . 31 декабря 2019 года полиция обнаружила одного из виновных в инциденте, Эдуардо Фаузи Ричарда Серкуиза, который скрылся в России 29 декабря 2019 года ; 8 января 2020 года его имя было включено в красный список Интерпола по запросу суда Рио-де-Жанейро .